# Stade d’eau vive Vaires-sur-Marne
Das Stade d’eau vive Vaires-sur-Marne (deutsch Wildwasserstadion Vaires-sur-Marne) ist eine Wildwasseranlage in der französischen Stadt Vaires-sur-Marne. Während der Olympischen Sommerspiele 2024 fanden hier die Wettbewerbe im Kanuslalom statt. 
Die Anlage wurde zwischen 2016 und 2019 erbaut und ist über einen Kanal mit dem renovierten Stade nautique de Vaires-sur-Marne verbunden, wo die Kanurennsport- und Ruderregatten stattfanden.
Die Wildwasseranlage verfügt über einen 150 Meter langen Trainingskurs und die separate Wettkampfstrecke mit 300 Metern Länge. Diese wird von fünf Pumpen mit einer Fördermenge von 14 m³ pro Sekunde gespeist.